# ジョッキークラブ
ジョッキークラブ（Jockey Club）は、イギリスの競馬に関するあらゆる業務を統括していた法人組織である。
1993年、英国競馬公社（BHB）に懲罰部門など一部を除く競馬の統括権限が、その後2006年には競馬監理機構（HRA）に統括機能が全て移譲された。

## 沿革
1750年ごろにロンドンのスター・アンド・ガーターにて結成、1752年に本拠をニューマーケットに移した。
当初は貴族の間の競馬同好会に過ぎなかったともされるが、1758年に後検量を義務付ける最初の命令を出すと、1762年には騎手の服飾登録に関する命令を公示するなど積極的に活動を展開した。
18世紀末までには、近代競馬の基礎となる制度・規則をほぼ確立した。また同時期には、ジェームズ・ウェザビーに権限を委ね、レーシングカレンダー、ジェネラルスタッドブックを公刊。競馬の根幹をなす各種成績及び競走馬の血統の統一した記録の整理、編纂を行っている。当初は誰もが命令に従っていたわけではなかったが、1791年におきたエスケープ事件で、当時皇太子のジョージ4世が犯した不正にも毅然とした態度をとったことから信頼・権威を獲得。19世紀半ばには、全国各競馬場でジョッキークラブの定めた規則が受容されるようになった。
以降、イギリス競馬の唯一の統括機関として、私的団体ながら独占的に権限を行使したが、1970年にロイヤルチャーター（王室勅許の称号）を得て法人格を取得したことで、権限に法的根拠が必要となった。これによって、1993年に英国競馬公社に対して懲罰部門など一部を除く競馬の統括権限を移譲。さらに2006年には、競馬監理機構に残る権限も移譲し、約250年携わった競馬の統括業務から完全に離れることとなった。しかし、移譲先の2団体も英国競馬統括機構（BHA）が設立された翌2007年に消滅し、現在は全部門が英国競馬統括機構に一本化して再度移譲された。

## 主な業務
- 所有する13の競馬場の管理、運営。
- ニューマーケットの調教施設、所有地の管理、運営。
- 競馬関係者に対する福祉事業。

などを子会社を通じ行っている。

## 受賞
- 2014年度「JRA賞馬事文化賞・功労賞」 - これまで、イギリスジョッキークラブ所蔵で、門外不出とされた馬の油彩画、全10点について、特別に公開を許可し、競馬博物館（東京競馬場）で開催された「イギリスジョッキークラブ秘蔵・競馬絵画展」に出展した。この中には競馬の歴史的・美術的に価値の高い作品も多数あり、美術の愛好家にとっても貴重であり、競馬文化を広く認識させるきっかけにもなった。また今回の絵画の特別出展はJRAのみならず、延1世紀半にわたるJRAとイギリスジョッキークラブのかかわりを深める親密なかかわりを裏付け、日本の馬事文化の振興と顕著なる功績が認められ、馬事文化賞功労賞受賞の運びとなった。[1]

## 子会社
- Jockey Club Racecourses
- Jockey Club Estates
- Racing Welfare